# Майсенський грош
Майсенський грош (нім. Meißner Groschen) або широкий грош (нім. Breite Groschen) — майсенсько-саксонська срібна монета типу грош, що карбувалась у XIV—XV столітях і була в цей час головною регіональною валютою Майсенського маркграфства. Вперше був викарбуваний маркграфом Фрідріхом II у 1338/39 роках за зразком празьких грошей. У перші сто років майсенські гроші чеканилися переважно на державному монетному дворі у Фрайберзі, який викарбував 301 298 марок (приблизно 70,5 тонн) чистого срібла. Оскільки срібла для карбування було багато, майсенський грош використовувався не лише в Майсенському маркграфстві, а й поширювався за межі фактичної території, де він був законним платіжним засобом. Як і празький грош, майсенський грош часто імітували та контрмаркували. На початку XVI століття майсенський грош поступився своїм значенням новій великій срібній монеті, що своєю вартістю дорівнювала золотому рейнському гульдену і спочатку отримала назву гульденгрош, а згодом — талер.

## Історія
Маркграфи Майсенські володіли великими родовищами срібла в Рудних горах. У 1338/39 роках маркграф Фрідріх II викарбував перший майсенський «широкий» грош (нім. Breite Groschen)  за зразком празьких грошей, що з'явились у сусідній Богемії в 1300 році. У перші сто років майсенські гроші чеканилися переважно на державному монетному дворі у Фрайберзі, який викарбував 301 298 марок (приблизно 70,5 тонн) чистого срібла. Оскільки срібла для карбування було багато, майсенський грош використовувався не лише в Майсенському маркграфстві, а й поширювався за межі фактичної території, де він був законним платіжним засобом. Як і празький грош, майсенський грош часто імітували та контрмаркували.
Спочатку майсенський грош був власною монетою Майсенського маркграфства. Але в 1422 в сусідньому Саксен-Віттенберзькому герцогстві зі смертю Альбрехта III перервалася династія Асканієв і в 1423 році імператор Священної Римської імперії Сигізмунд Люксембург, в подяку за допомогу передав як вакантне Саксен-Віттенберзьке герцогство, так і титул курфюрста Саксонії маркграфу Майсенському Фрідріху IV, який став курфюстом Саксонським під іменем Фрідріх I. Таким чином, монети, які продовжували карбувати на монетному дворі Фрайберга, стали вже не тільки майсенськими, а й саксонськими грошовими одиницями. В деяких джерелах вони продовжують позначатися саме як майсенські гроші, тоді як в інших джерелах вони називаються саксонськими грошами.
До 1483 року на монетному дворі Фрайберга було випущено монет із понад 70 тонн чистого срібла. Майсенські гроші поширилися далеко поза Саксонії у багатьох німецьких державах. Зі збільшенням розмірв видобутку срібла, на початку XVI століття з'явились нові великі срібні монети, що своєю вартістю дорівнювали рейнському гульдену, найпоширенішій в ті часи золотій монеті в Німеччині. Ці нові срібні монети, що отримали назву гульденгрош, а згодом — талер, витіснили в XVI столітті майсенський грош з обігу.

## Девальвація
Грошова вартість майсенсько-саксонського срібного гроша з часом зменшувалася (пор. закон Грешама-Коперника). У 1338 році з празької марки (приблизно 253,14 г срібла 888 проби) карбували 66 грошей, що мали загальну вагу 3,797 г., і містили 3,375 г. чистого срібла. До 1360 року пробу срібла в монетах було зменшено і з празької марки карбували вже 70 грошей, які тепер містили лише 2,788 г. В 1432 році з празької марки карбували 525 грошей, які тепер містили лише 0,48 г срібла.

## Співвідношення з рейнським гульденом
Встановлення співвідношення рейнського гульдена з срібним майсенського грошем, основою регіональною монетою Майсенського маркграфства, а пізніше і Саксонії відбулося вже з 1368—1369 роках, ще до утворення Рейнської монетної асоціації. У цей час «широкий» або майсенський грош карбувався на державному монетному дворі Фрайберга і монетного двора Цвікау. З середини XV століття було встановлено фіксований обмінний курс між майсенським грошем та рейнським гульденом. Спочатку один рейнський золотий гульден оцінювався в 20-21 майсенський грош (відомий як зовнішня валюта — нім. Oberwähr). Пізніше зміст срібла в майсенських монетах (відомих як внутрішня валюта — нім. Beiwähr) впав і за гульден давали вже 26 таких грошів.

## Опис
Майсенські гроші карбувалися на монетних дворах Фрайберга, Цвікау, Лейпцига, Готи, Зангергаузена, Веймара та Кольдіца. До 1405 року на реверсі монети завжди зображувався мейсенський лев, звернутий ліворуч і латинський напис: GROSSUS MARCHIONNIS MISNENISIS (грош майсенської марки). На аверсі було вибито лілійний хрест в чотирилиснику і легенда зі скороченим титулом власника монетного двору: DEI GRATIA THURINGIAE LANDGRAVI (Божою милістю, ландграф Тюрінгії). Починаючи з 1457 року, дати часто переривалися (у серії 1465—1469 та 1490—1499).
Загальна кількість всіх типів майсенських грошей складає кілька тисяч. Серед найпоширеніших варіантів:
Фюрстенгрош (Fürstengroschen —«княжий грош»), Хелмгрош (Helmgroschen — «грош з шоломом»), Шильдгрош (Schildgroschen — «грош із щитом»), Юденкопфгрош (Judenkopfgroschen — «грош з головою єврея»), Швертгрош (Schwertgroschen — «грош із мечем»), Хорнгрош (Horngroschen — «грош із рогом»), Кройцгрош (Kreuzgroschen — «грош із хрестом»), Льовенгрош (Löwengroschen — «грош із левом»), Бартгрош (Bartgroschen — «грош із бородою») тощо.

## Галерея

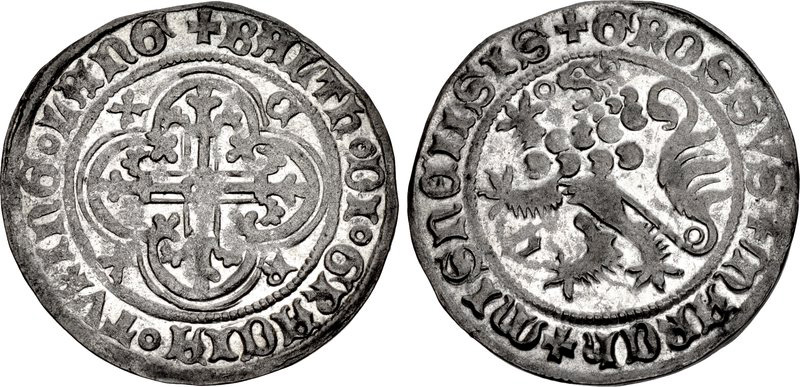
Фюрстенгрош  (Fürstengroschen). Ландграф Балтазар Тюринзький, монетний двір Фрайберга (абервіатура BALTH), 1405–1406.
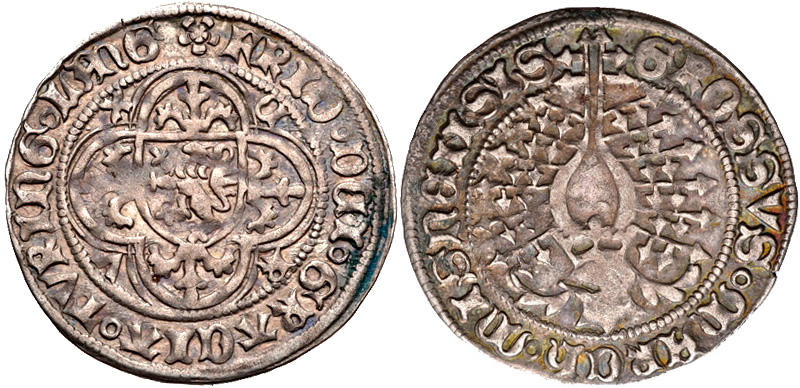
Хелмгрош (Helmgroschen). Маркграф Фрідріха I, монетний двір Фрайберга, 1405–1411
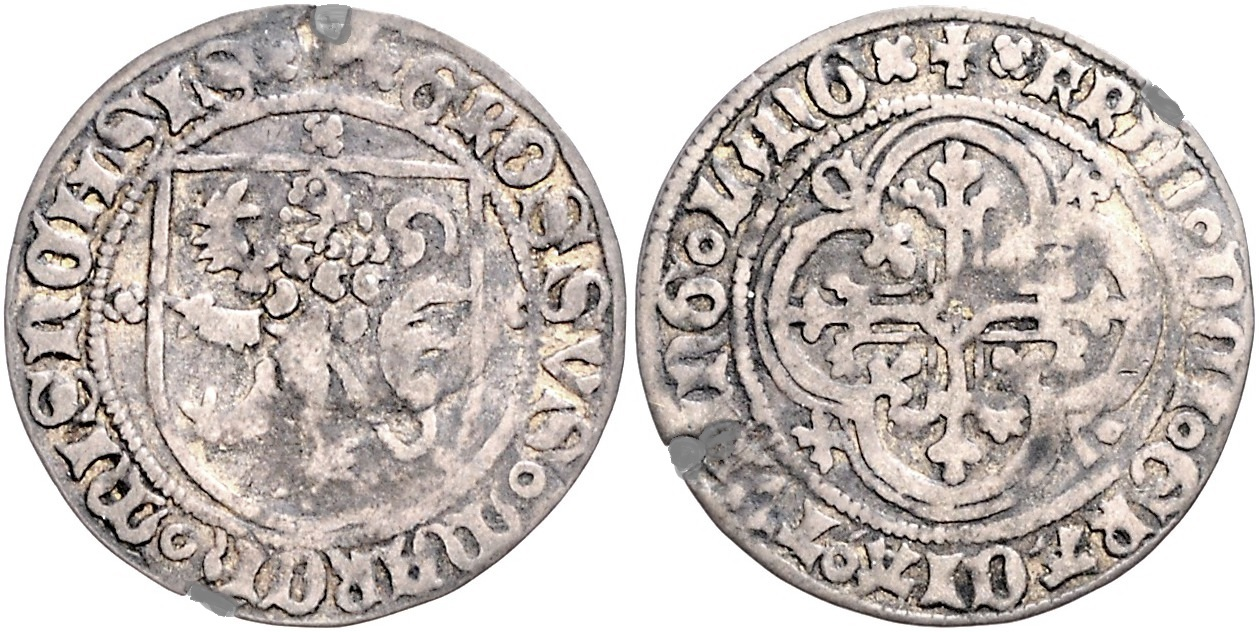
Шильдгрош (Schildgroschen) Фрідріха I, монетний двір Гота, перший випуск 1405/1412 рр. However, this identical shield penny was not minted until 1425/1428.
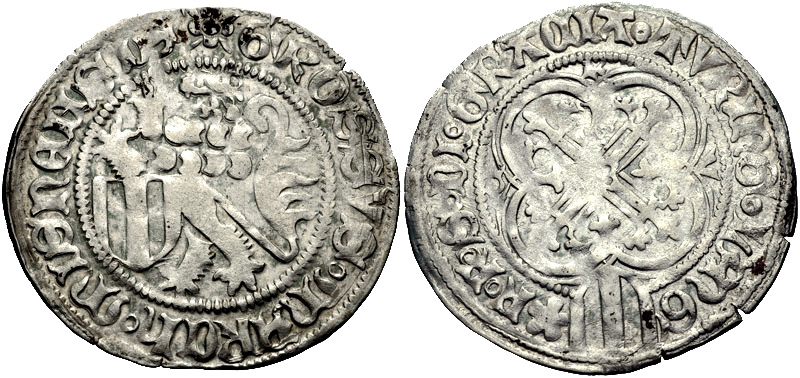
Пфахльшильденгрош (Pfahlschildgroschen) курфюрста Фрідріха II, ландграфа Фрідріха Тюринзького та його брата Сигизмунда, монетний двір Фрайберга, 1431–1436
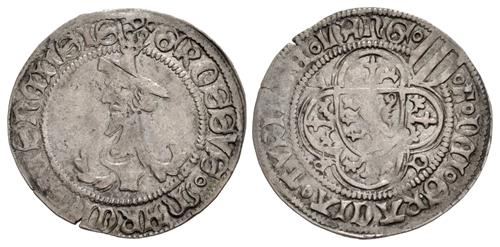
Юденкопфгрош (Judenkopfgroschen),  курфюрста Фрідріха II монетний двір Фрайберга, 1444 до ~1451
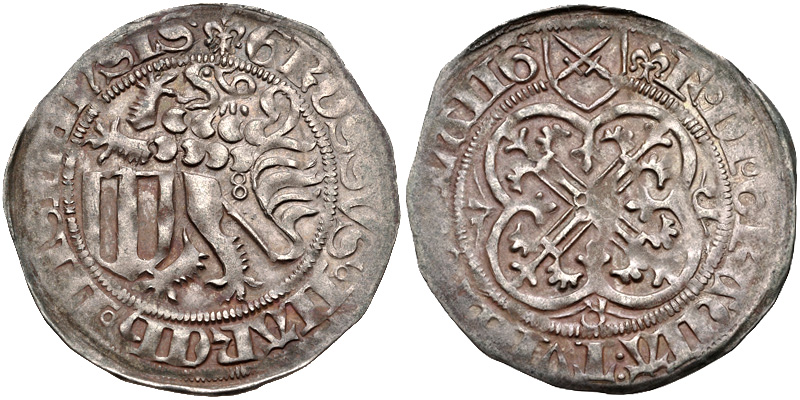
Швертгрош (Schwertgroschen) курфюрста Фрідріха II, 1457 to 1464, mint master's mark lily, монетний двір Лейпцига, with double ringlet mark
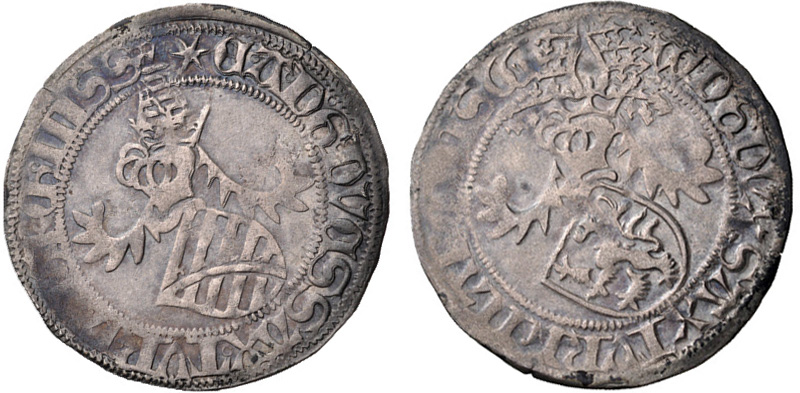
Хорнгрош (Horngroschen), Курфюрст Ернест, герцог Альберт, герцог Вільгельм III, з 1466 р., монетний двір Лейпцига
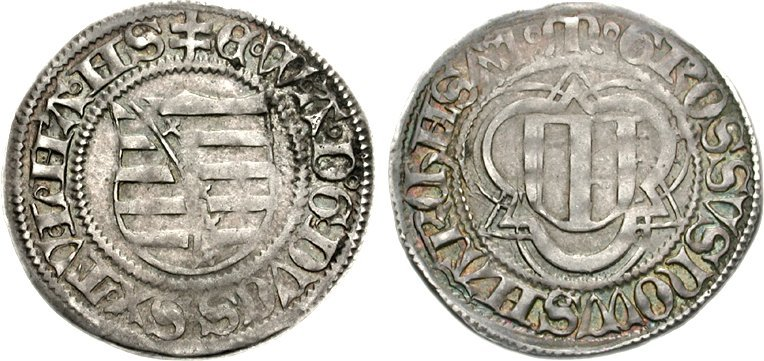
Шпіцгрош (Spitzgroschen) Курфюрст Ернест, герцог Альберт, герцог Вільгельм III з  курфюрстіною Маргарет (1475–1482), з 1475 р., монетний двір Кольдіца (Margarethengroschen)
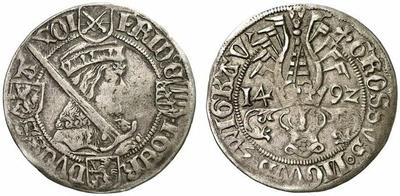
Бартгрош (Bartgroschen) Курфюрста Фрідірх III з Йоганном та герцогом Георгом, монетні двори Цвікау та Шнеєберга з 1492 р.
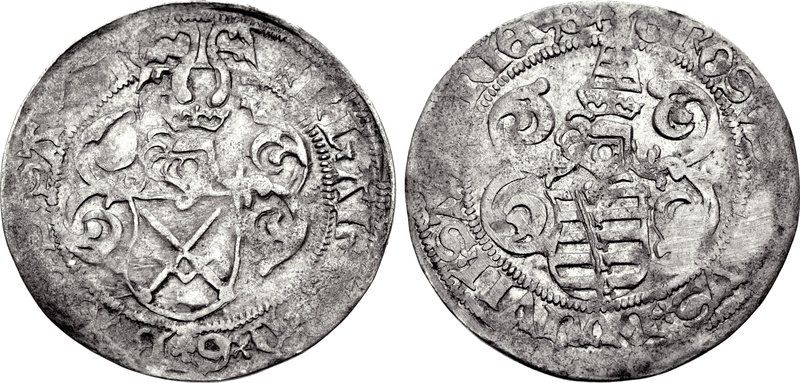
Сінсгрош (Zinsgroschen). Курфюрст Фрідірх III з Йоганом та герцогом Альбертом, монетний двір Шнеєберга з 1498 р.